# Біатлон на зимових Олімпійських іграх 2022 — масстарт (жінки)
Змагання з біатлону в масстарті серед жінок на зимових Олімпійських іграх 2022 відбулися 18 лютого в місті Чжанцзякоу (Китайська Народна Республіка).
Чинна олімпійська чемпіонка Анастасія Кузьміна і срібна медалістка Ігор-2018 Дар'я Домрачева завершили спортивну кар'єру. Володарка бронзової медалі 2014 і 2018 років Тіріль Екгофф домінувала в Кубку світу 2020—2021, вигравши не лише загальний залік, а й заліки спринту та перегонів переслідування. Перед Олімпіадою Марте Ольсбу-Рейселанн очолювала загальний залік Кубка світу 2021—2022, а в заліку масстарту перед вела Доротея Вірер. Марте Ольсбу-Рейселанн виграла всі три попередні дисципліни на Олімпійських іграх 2022.

## Результати
| Місце | Номер | Ім'я                   | Країна                     | Час     | Штраф (P+P+S+S) | Відставання |
| ----- | ----- | ---------------------- | -------------------------- | ------- | --------------- | ----------- |
| 1     | 10    | Жустін Брезаз-Буше     | Франція                    | 40:18.0 | 4 (2+1+0+1)     |             |
| 2     | 6     | Тіріль Екгофф          | Норвегія                   | 40:33.3 | 4 (0+0+2+2)     | +15.3       |
| 3     | 2     | Марте Ольсбу-Рейселанн | Норвегія                   | 40:52.9 | 4 (0+0+2+2)     | +34.9       |
| 4     | 13    | Маркета Давідова       | Чехія                      | 41:11.4 | 4 (1+0+1+2)     | +53.4       |
| 5     | 15    | Христина Рєзцова       | Олімпійський комітет Росії | 41:29.0 | 6 (2+1+1+2)     | +1:11.0     |
| 6     | 14    | Жулья Сімон            | Франція                    | 41:40.6 | 6 (0+1+3+2)     | +1:22.6     |
| 7     | 19    | Юлія Джіма             | Україна                    | 41:43.7 | 3 (1+0+2+0)     | +1:25.7     |
| 8     | 25    | Франциска Пройс        | Німеччина                  | 41:44.4 | 4 (1+1+1+1)     | +1:26.4     |
| 9     | 4     | Ельвіра Карін Еберг    | Швеція                     | 41:55.7 | 4 (1+0+0+3)     | +1:37.7     |
| 10    | 11    | Ганна Сола             | Білорусь                   | 41:57.2 | 8 (2+2+1+3)     | +1:39.2     |
| 11    | 8     | Ліза-Тереза Гаузер     | Австрія                    | 42:07.6 | 4 (0+1+1+2)     | +1:49.6     |
| 12    | 7     | Дінара Алімбекова      | Білорусь                   | 42:19.2 | 6 (1+1+2+2)     | +2:01.2     |
| 13    | 1     | Деніз Геррманн         | Німеччина                  | 42:27.1 | 5 (1+1+1+2)     | +2:09.1     |
| 14    | 24    | Катаріна Іннергофер    | Австрія                    | 42:42.7 | 6 (1+0+2+3)     | +2:24.7     |
| 15    | 27    | Ванесса Гінц           | Німеччина                  | 43:12.2 | 4 (0+0+2+2)     | +2:54.2     |
| 16    | 26    | Лена Гекі              | Швейцарія                  | 43:14.2 | 9 (0+3+3+3)     | +2:56.2     |
| 17    | 23    | Уляна Нігматулліна     | Олімпійський комітет Росії | 43:14.3 | 6 (2+1+3+0)     | +2:56.3     |
| 18    | 17    | Ванесса Фоґт           | Німеччина                  | 43:22.7 | 6 (1+2+2+1)     | +3:04.7     |
| 19    | 3     | Анаїс Шевальє          | Франція                    | 43:29.7 | 5 (2+0+2+1)     | +3:11.7     |
| 20    | 30    | Ірина Казакевич        | Олімпійський комітет Росії | 43:34.6 | 7 (1+3+2+1)     | +3:16.6     |
| 21    | 16    | Мона Брорссон          | Швеція                     | 43:37.4 | 6 (2+1+2+1)     | +3:19.4     |
| 22    | 5     | Доротея Вірер          | Італія                     | 43:41.0 | 8 (2+2+2+2)     | +3:23.0     |
| 23    | 29    | Дідра Ервін            | США                        | 43:42.1 | 6 (1+3+1+1)     | +3:24.1     |
| 24    | 18    | Лінн Перссон           | Швеція                     | 43:46.6 | 8 (0+2+3+3)     | +3:28.6     |
| 25    | 9     | Ганна Еберг            | Швеція                     | 44:03.2 | 7 (0+3+1+3)     | +3:45.2     |
| 26    | 22    | Пауліна Фіалкова       | Словаччина                 | 44:04.8 | 8 (0+3+1+4)     | +3:46.8     |
| 27    | 20    | Моніка Гойніш          | Польща                     | 44:06.6 | 8 (2+3+1+2)     | +3:48.6     |
| 28    | 28    | Луціє Харватова        | Чехія                      | 44:28.7 | 5 (0+2+2+1)     | +4:10.7     |
| 29    | 12    | Анаїс Бескон           | Франція                    | 46:02.3 | 10 (0+2+3+5)    | +5:44.3     |
| 30    | 21    | Аліна Стремоус         | Молдова                    | 47:30.0 | 9 (1+2+3+3)     | +7:12.0     |